# Centro (Niterói)
Centro é um bairro da Zona Sul do município de Niterói, no estado do Rio de Janeiro, no Brasil. É a região da cidade onde estão localizadas as repartições da administração pública e uma diversificada área comercial e de serviços, destacando-se, principalmente, o da travessia marítima para a cidade do Rio de Janeiro, conhecido como "as barcas". Foi basicamente devido a esse serviço que o bairro nasceu e se desenvolveu.
Com os impactos causados pela perda da sede do poder estadual por ocasião da fusão do antigo estado do Rio de Janeiro com o estado da Guanabara em 1975, com a mobilidade populacional em direção a outras áreas da cidade e com o comércio tradicional de rua sendo substituído pelo conforto e segurança dos shopping centers, o Centro se viu abandonado, invadido de camelôs e, em muitas áreas, abandonado pelo poder público, reduzindo seu papel ao de apenas ligação com os crescentes bairros residenciais da cidade e com os municípios vizinhos.

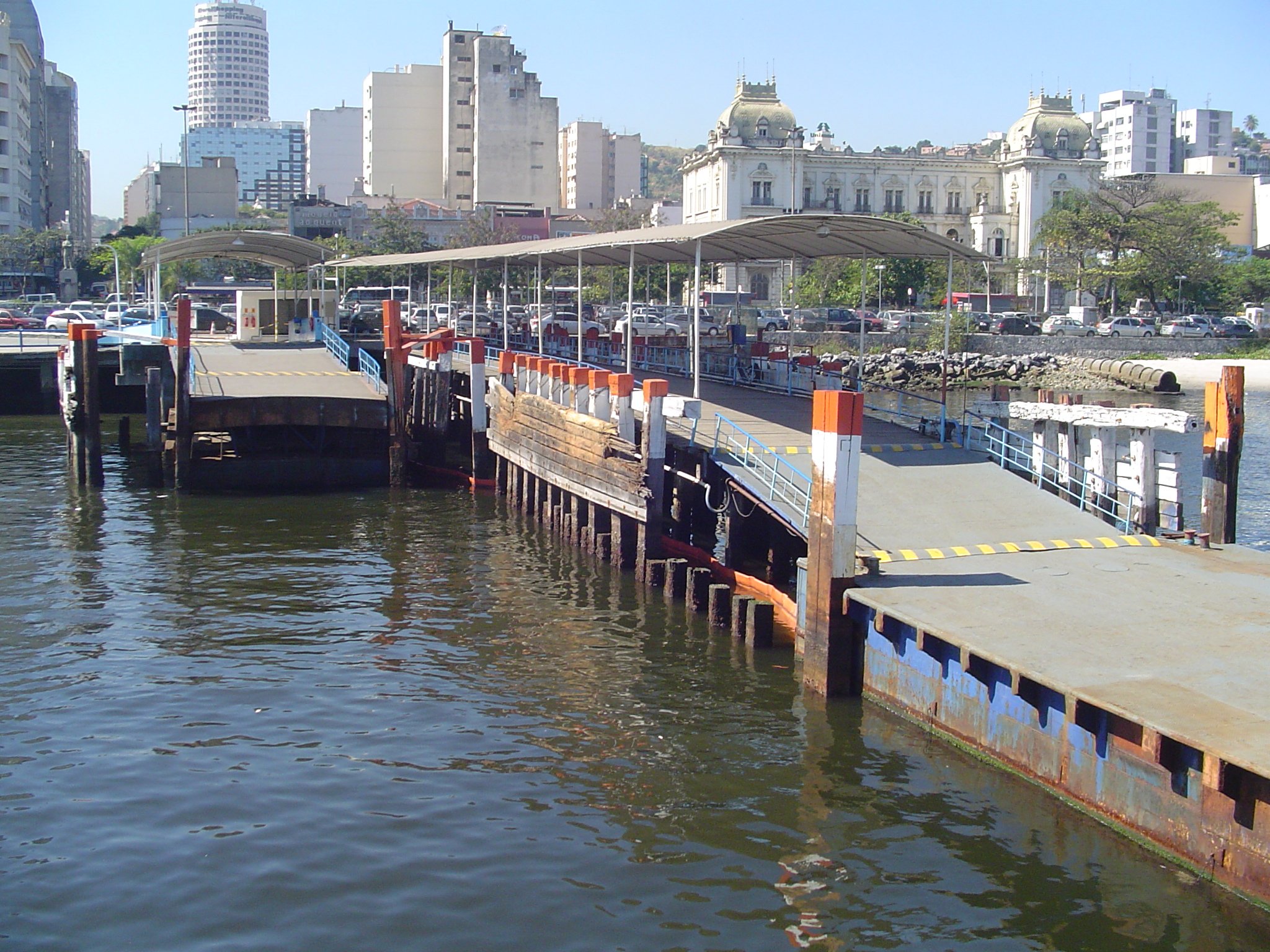
Vista da Estação Arariboia das barcas; ao fundo, o centro financeiro de Niterói e o antigo prédio dos correios.

Contudo, no início do século XXI, com a expansão nacional da atividade imobiliária, o ressurgimento da atividade da indústria naval brasileira (da qual Niterói é o principal polo), a proximidade da cidade a grandes empreendimentos industriais como o Complexo Petroquímico do Rio de Janeiro e a carência de salas comerciais decorrente da expansão econômica brasileira, o bairro viu a possibilidade de inúmeros lançamentos imobiliários. Além disso, a prefeitura municipal, com o governo do estado, planeja a construção de uma terminal de transporte intermodal projetado pelo arquiteto Oscar Niemeyer para substituir o Terminal Rodoviário João Goulart, integrando barcas, ônibus e a futura Linha 3 do Metrô do Rio de Janeiro. Estão em curso, também, a implementação de intervenções para melhorias na fluidez do trânsito e a implantação da sistema de integração de ônibus.
O bairro reserva várias atrações de interesse turístico, de lazer, cultural e de entretenimento em geral, tanto devido a sua importância passada, como pela manutenção da grande circulação de pessoas, como o conjunto cultural Caminho Niemeyer, o Centro Cultural Abrigo dos Bondes, Jardim São João, o Paço Municipal de Niterói, o Palácio Arariboia, o Palácio São Domingos, o conjunto cívico-cultural da Praça da República (Niterói), a Praça Arariboia e o Teatro Municipal de Niterói, além de casario histórico, restaurantes e bares. Ainda, o Centro abriga os campi de três universidades sediadas na cidade (a Universidade Federal Fluminense, o Centro Universitário Plínio Leite e a Universidade Salgado de Oliveira), repartições públicas de órgãos estaduais e três shoppings centers.

## História

### Ocupação ameríndia

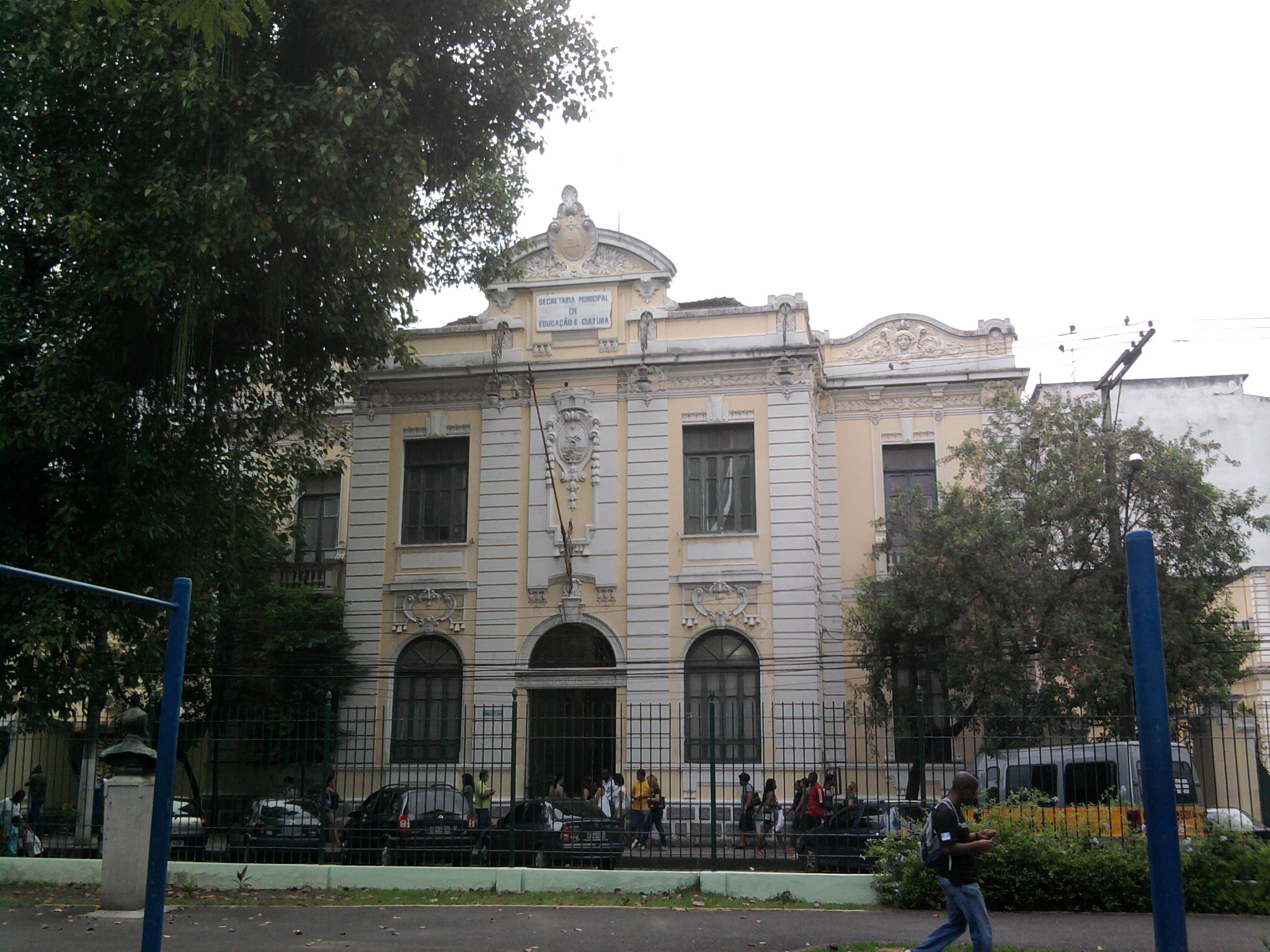
Paço Municipal de Niterói, no Jardim São João.

Até o século XVI, a região era território dos índios tamoios. Com a derrota destes frente à aliança entre portugueses e índios temiminós, em 1567, a região passou para o domínio dos temiminós. Na época, o lugar era composto de um areal que margeava uma extensa enseada. Daí surgiu seu primeiro nome: "Praia Grande". Havia, no meio da mata, pouquíssimos caminhos para o sertão. A Rua Direita da Conceição, hoje apenas Rua da Conceição, é originária de uma das poucas picadas que entravam no interior da "Banda d'Além", como era chamada a região nos seus primórdios. No fim dessa via, está situada uma das igrejas mais antigas da cidade, homônima à rua, cujo primeiro assentamento se deu no ano de 1671. Há alegações de que uma descendente do cacique Arariboia teria doado as terras para o erguimento da igreja. Já naquela época, o povoamento original de São Lourenço entrava em decadência e muitos dos índios se viram a doar, vender ou mesmo terem suas terras tomadas em favor de outros proprietários.

### Século XIX
Mais tarde, como adensamento populacional da área da enseada, o rei dom João VI elevou, em 10 de maio de 1819, o arraial à qualidade de "Villa Real da Praia Grande". A partir de 1819, com a criação da Vila Real da Praia Grande, essa ocupação passou a ser feita de forma racional, ordenada e orientada por um bem concebido Plano de Edificação, contendo todos os elementos urbanísticos próprios da época. Entretanto, todas as repartições públicas e o comércio principal ainda se localizavam vizinhos ao bairro de São Domingos.
O plano dispunha a Centro da Vila com duas grandes praças ou largos, paralelos e equidistantes. Um ficaria na parte mais central do arraial e seria o rossio da cidade, conhecido como "Largo São João" (atual Jardim São João) e o outro, o "Largo do Pelourinho", a atual Praça do Rink, entre o Centro da Vila e o arraial de São Domingos. Obedecendo ao planejamento urbanístico de Pallière, no rossio se construiria a igreja matriz (a Catedral de São João Batista, inaugurada em 1854, na presença do imperador dom Pedro II) e a Casa da Câmara e Cadeia, construída em 1824 e demolida e substituída em 1914 pelo Paço Municipal de Niterói), no Largo de São João.
Com a implantação do serviço de barcas, Praia Grande teve a sua "ponte" de embarque e desembarque construída, juntamente com a de São Domingos. A primeira ponte localizava-se em frente à rua Marquês de Caxias, só sendo transferida para sua localização atual, na Praça Arariboia em 1835.
Em 1834, o Ato Adicional indicou a cidade como capital da província do Rio de Janeiro, após o desmembramento desta do Município Neutro. Daí em diante, a nascente cidade recebeu diversas obras de urbanização e melhoramentos. Prédios para comportar a administração pública foram construídos, criaram-se dois estabelecimentos de ensino (a Escola Normal de Niterói e o Liceu Provincial de Niterói), a implantação de linhas de bondes, uma nova igreja matriz foi construída e chácaras foram dando lugar a novas ruas e a estabelecimentos comerciais.

### Século XX

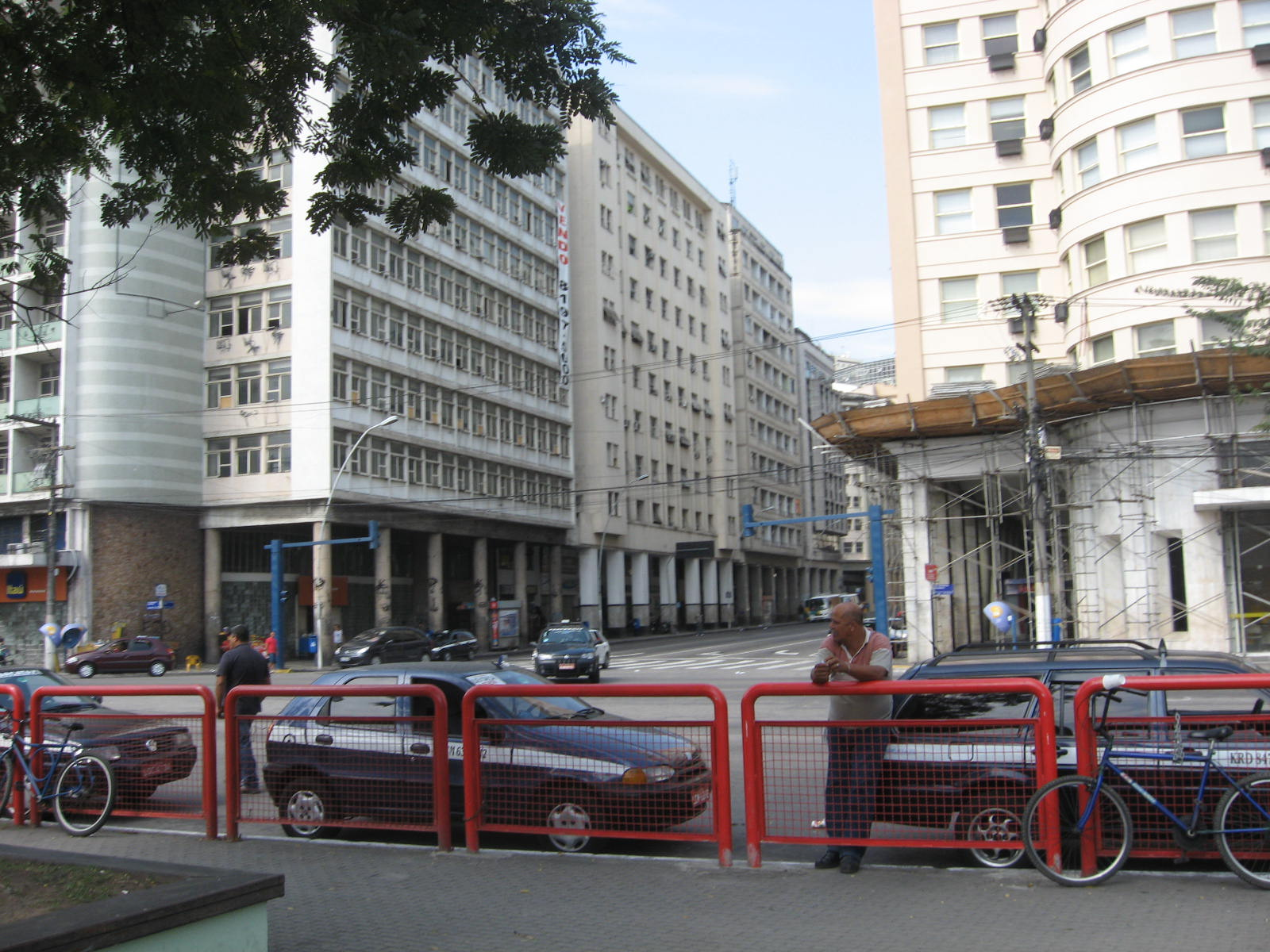
Avenida Amaral Peixoto vista da praça Arariboia, saída da estação das Barcas.

Entre 1906 e 1910, após o retorno da cidade à qualidade de capital do Estado, sob a gestão do então prefeito João Pereira Ferraz, a cidade de Niterói entrou em um processo de urbanização e embelezamento, que prosseguiu firme durante a gestão de Feliciano Pires de Abreu Sodré, sob a inspiração da reforma urbana de Pereira Passos, realizada na então capital federal, o Rio de Janeiro. Na época, foram realizadas obras de pavimentação, retificação, construção, edificação, saneamento etc., como a construção da Praça Arariboia, da estação das barcas e da Praça do Rink (no antigo Largo da Memória).
Na década seguinte, um conjunto de intervenções batizadas de Renascença Fluminense, com o projeto de aterro da enseada de São Lourenço e a construção do Porto de Niterói e posterior urbanização, efetuou-se o desmonte hidráulico do Morro do Campo Sujo. Começou-se a construir o Centro Cívico da então capital do estado do Rio de Janeiro, o atual conjunto arquitetônico da Praça da República. A Revolução de 1930 suspendeu as melhorias urbanas. Elas foram, posteriormente, retomadas, em menor grau, devido à instabilidade política do período, sendo novamente interrompidas com a entrada do Brasil na Segunda Guerra Mundial.
Em 1942, no auge do Estado Novo, realizou-se a abertura da Avenida Ernani do Amaral Peixoto, que constava no projeto originário da Praça da República, embora implantado inspirado na Avenida Presidente Vargas, na cidade do Rio de Janeiro. A via, marco do processo de modernização da cidade, rasgando o centro comercial da cidade, promoveu o desmembramento de terrenos modificando o traçado de várias quadras do Centro. O Centro da cidade chegou ao seu auge de crescimento na década de 1950.

### Décadas de 1970, 1980 e 1990

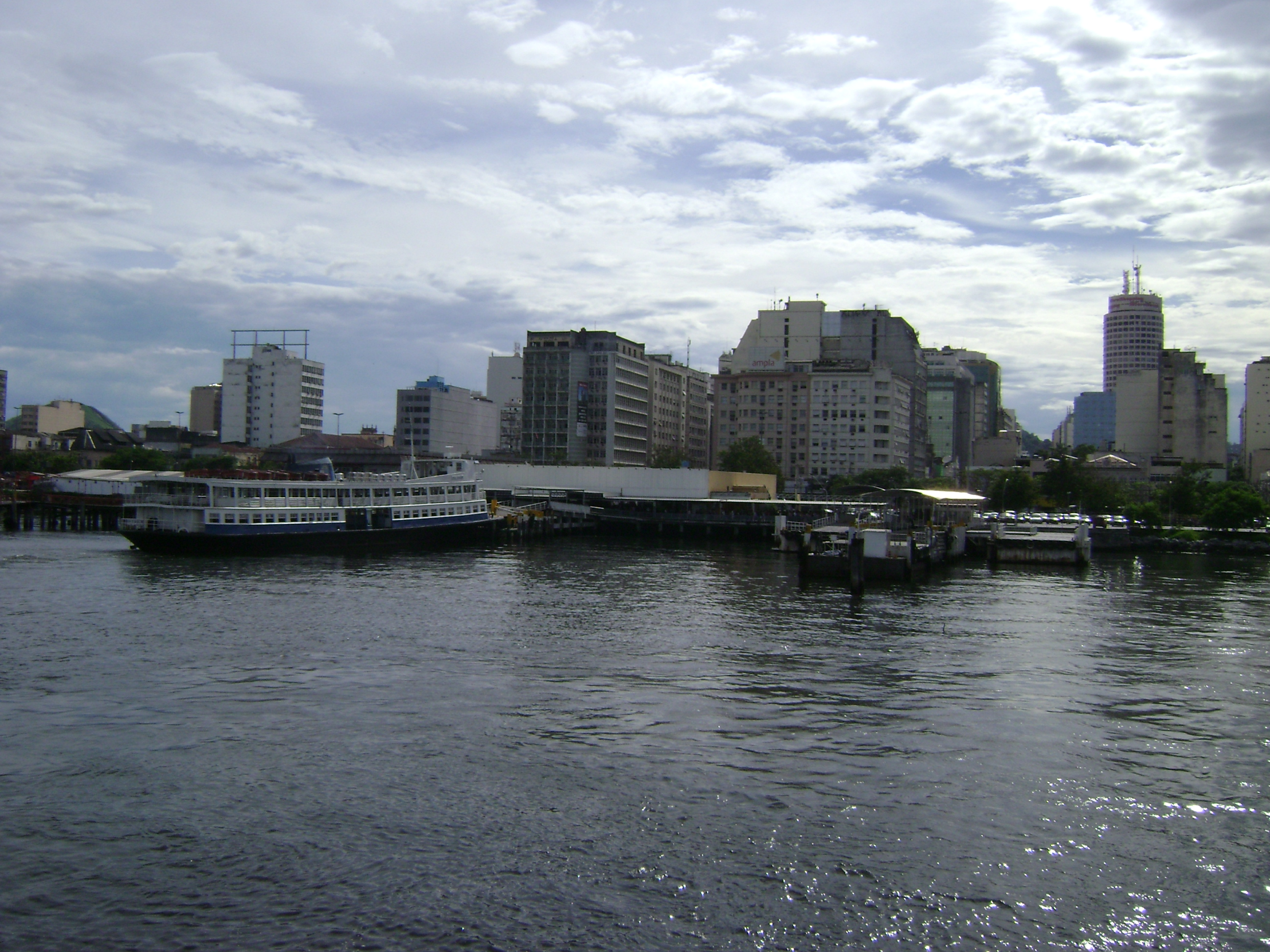
Centro de Niterói visto de uma barca.

No início da década de 1970, o governo estadual investiu e iniciou as obras do Aterro da Praia Grande, concebida em 1940 para permitir o aterro da faixa litorânea compreendida entre a Ponta da Armação (bairro da Ponta da Areia) e a Praia das Flexas no bairro do Ingá, e seu parcelamento pela iniciativa privada. O prazo para a execução era de 5 anos, que foram sucessivamente prorrogados até a década de 1970. No início dessa década, o governo estadual investiu e iniciou as obras do Aterro. Entre 1971 e 1974, desmontou-se o Morro do Gragoatá para fornecimento de terra para os aterros.
Na área aterrada, previa-se a construção de um teatro grego, concha acústica, fontes sonoras e luminosas, playgrounds, restaurantes turísticos, aquários, praças de esporte, planetário, passarelas, auditórios ao ar livre, um bosque com 15 000 espécies de plantas, o Museu Monumento do IV Centenário de Niterói, um centro cultural e um hotel de convenções no Morro do Gragoatá (único edifício construído). Contudo, com a saída do governo estadual com a mudança de capital, Niterói deixou de ser prioridade dos investimentos públicos, e as obras de implantação do Parque da Praia Grande sequer foram iniciadas, deixando as áreas vazias por anos.
Em 1977, a parte sul do Aterro da Praia Grande foi desapropriada pelo Governo Federal para a construção do campus da Universidade Federal Fluminense. Até então, as várias faculdades dessa universidade estavam dispersas pela cidade. Foram constituídos, assim, os atuais campi do Gragoatá e da Praia Vermelha. O prefeito Moreira Franco implantou os Terminais Urbanos Juscelino Kubitschek de Oliveira e Agenor Barcelos Feio (respectivamente chamados de Terminal Norte e Sul), suprimindo e implantando novas vias e configurando, assim, modificação no projeto de arruamento. O prefeito Waldenir Bragança implantou a Vila Olímpica: conjunto de quadras descobertas e uma quadra coberta.
A prefeitura de João Sampaio deu continuidade ao projeto denominado Plano Urbanístico do Aterro Norte, em função do qual a prefeitura promoveu um reparcelamento da área do aterro, que permitiu a construção do Terminal Rodoviário Urbano de Niterói (Terminal Rodoviário João Goulart) e a duplicação da principal avenida do Centro, a Avenida Visconde do Rio Branco.
Na segunda e terceira administração do prefeito Jorge Roberto Silveira, foi concebido o Caminho Niemeyer, originalmente um conjunto de obras, projetadas pelo arquiteto Oscar Niemeyer, que se estendiam desde o Museu de Arte Contemporânea de Niterói no Mirante da Boa Viagem até o trecho norte do aterro, onde se localizava a Vila Olímpica, que se encontrava em avançado estado de degradação. Contudo, várias áreas do trecho norte do aterro, entre o Caminho Niemeyer e a Avenida Visconde do Rio Branco, continuam desocupados, sendo usados como estacionamento, aguardando empreendimentos imobiliários.

## Centro Hoje

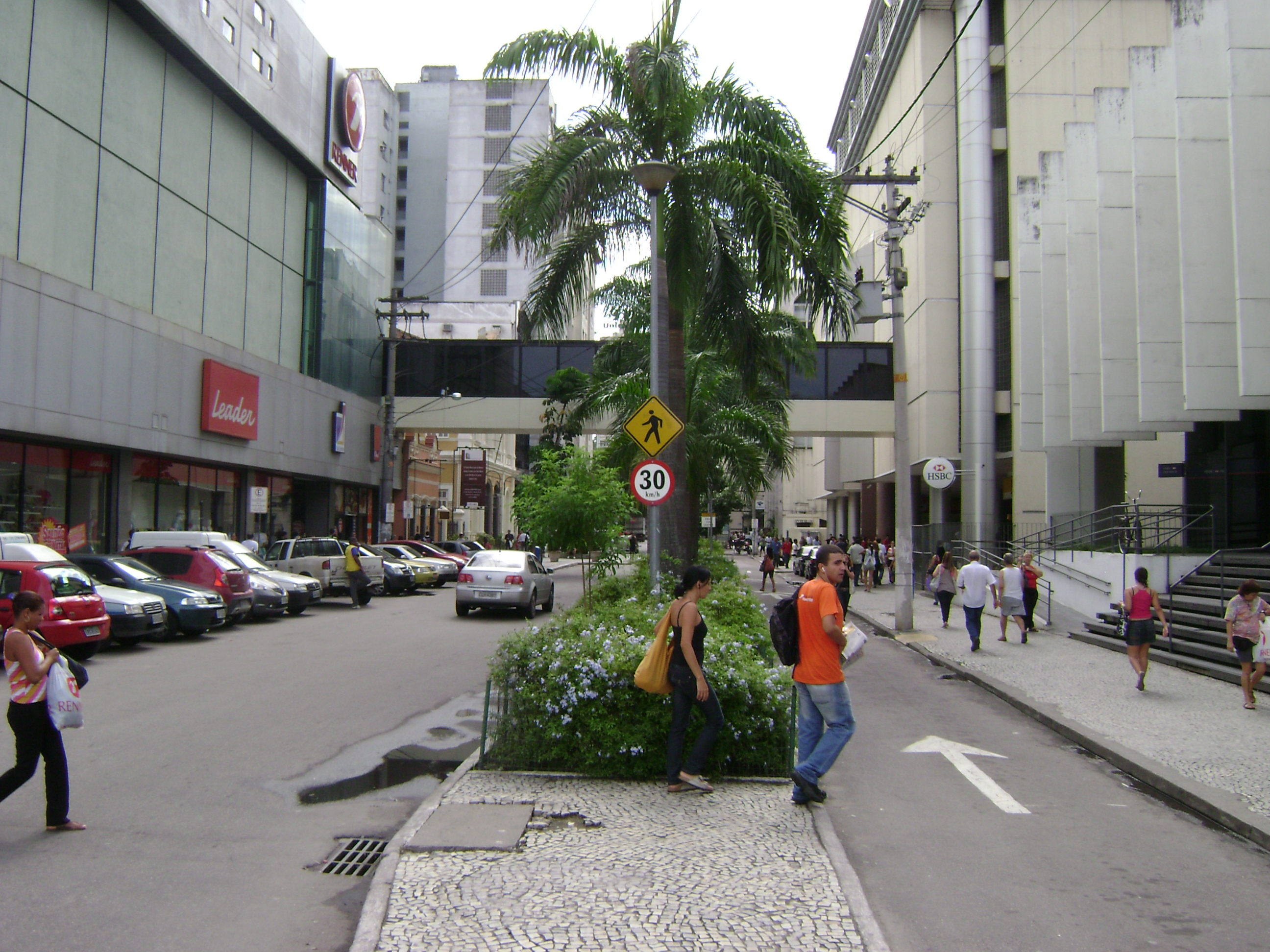
Rua 15 de Novembro, entre o Plaza Shopping e o Teatro Municipal de Niterói.

Ao longo do tempo, como é comum nas áreas centrais das grandes cidades, vários trechos do Centro passaram por um processo de degradação e ficaram por anos à espera de revitalização. Fatos como a transferência da capital do país para Brasília e a fusão com a Guanabara, transferindo, para a cidade do Rio de Janeiro, a capital do estado do Rio de Janeiro, em 1975. Além disso, a migração de famílias de classe média e do comércio de alto padrão para os shoppings centers e para os bairros da zona sul da cidade, a desordem urbana e a criminalidade de rua, reduzindo seu papel ao de apenas ligação com os crescentes bairros residenciais da cidade e com os municípios vizinhos da cidade do Rio de Janeiro, criaram um impacto significativo para contribuir com a decadência do bairro.
Em reação, a administração pública vem fazendo intervenções urbanas na área, melhorando sua malha viária, recuperando prédios importantes como o Teatro Municipal de Niterói e lançando outras construções de impacto, como o Terminal Rodoviário João Goulart e os prédios principais do Caminho Niemeyer. Nas décadas de 1990 e 2000, além da duplicação da Avenida Visconde do Rio Branco, do Terminal Rodoviário João Goulart e dos prédios do Caminho Niemeyer, houve várias iniciativas de revitalização de várias partes do Centro. Destacam-se a reforma do Jardim São João, reconstrução da Praça JK, a restauração da Praça da República, o Centro Cultural Abrigo dos Bondes e dos prédios do Caminho Niemeyer. Porém o resultado não agradou muito à população e aos comerciantes locais, ficando sempre aquém do anunciado pelas autoridades municipais. Hoje, é o bairro de Niterói com maior número de shopping centers da cidade (Plaza Shopping, Niterói Shopping e Bay Market).

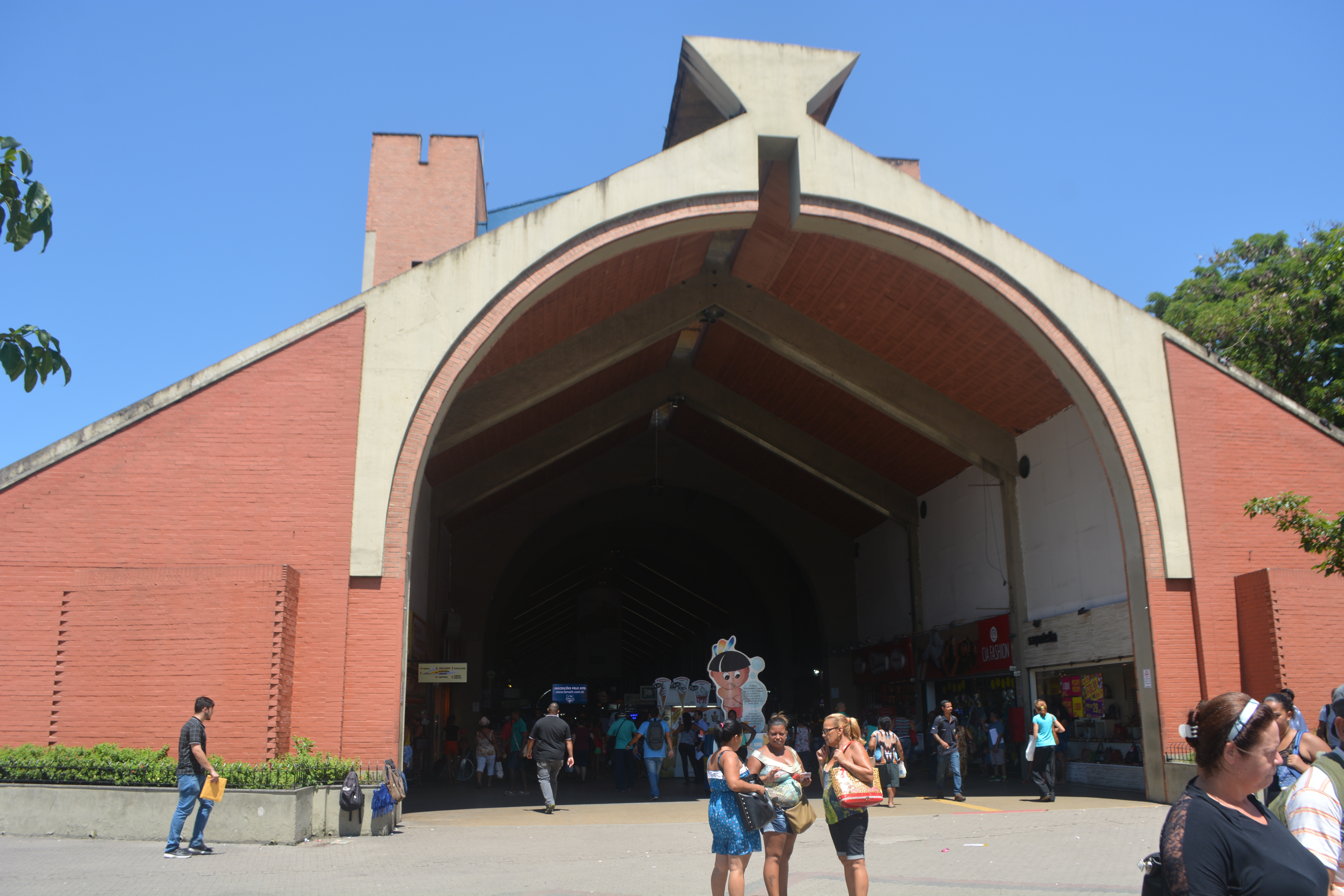
Entrada do Terminal Rodoviário João Goulart.

No início do século XXI, com a recente expansão nacional da atividade imobiliária, o ressurgimento da atividade da indústria naval brasileira (da qual Niterói é o principal polo), a proximidade da cidade a grandes empreendimentos industriais, em especial o Complexo Petroquímico do Rio de Janeiro, e a carência de salas comerciais decorrente da expansão econômica brasileira, o bairro viu a possibilidade de inúmeros lançamentos imobiliários.
A prefeitura municipal, com o governo do estado, planeja a construção de um terminal de transporte intermodal projetado pelo arquiteto Oscar Niemeyer para substituir o Terminal Rodoviário João Goulart, integrando a estação das barcas, ônibus e a futura Linha 3 do Metrô do Rio de Janeiro. Estão, em curso, a implementação de intervenções para melhorias na fluidez do trânsito e a implantação da sistema de integração de ônibus.